# Твардовский, Ян Якуб
Ян Якуб Твардовский (пол. Jan Jakub Twardowski, 1 июня 1915, Варшава — 18 января 2006, там же) — польский поэт, католический священник.

## Биография

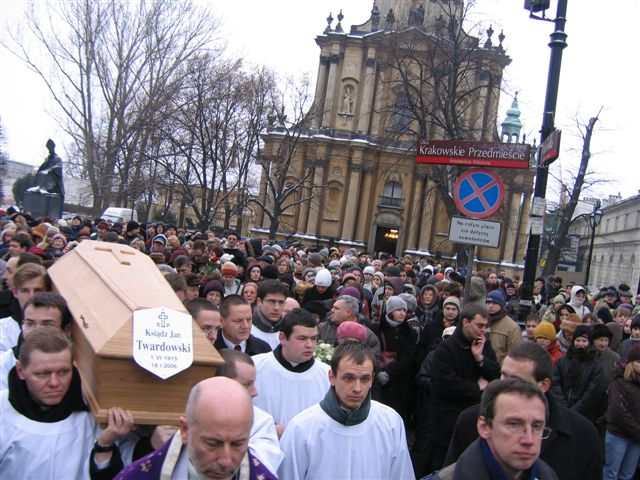
Похороны Яна Твардовского. Варшава, 3 февраля 2006

Начал печататься в 1932, ещё в гимназии. Учился филологии в Варшавском университете (учёба была прервана войной, закончил лишь в 1947). Первую книгу стихов «Возвращение Андерсена», отмеченную влиянием поэтики Скамандра, опубликовал в 1937. В годы войны был в подполье, как боец Армии крайовой участвовал в Варшавском восстании 1944 года.
В 1943 принял решение стать священником, после войны поступил в семинарию, закончил богословский факультет Варшавского университета. В 1948 принял священнический сан, три года служил викарием в селе под Варшавой, с 1960 стал настоятелем костёла Сестёр визитанток в столице.

## Творчество и признание
Лирика Твардовского, минималистичная по выразительным средствам, гуманистична по смыслу и посылу. Авторитетнейшая фигура польской культуры и духовной жизни, он удостоен многих литературных наград. Почётный доктор Люблинского католического университета (1999). Стихи переведены на многие языки мира.

## Сочинения

### Стихи
- Wiersze (1959)
- Znaki ufności (1960)
- Zeszyt w kratkę (1973)
- Poezje wybrane (1979)
- Niebieskie okulary (1980)
- Rachunek dla dorosłego (1982)
- Który stwarzasz jagody (1984)
- Na osiołku (1986)
- Nie przyszedłem pana nawracać (1986)
- Sumienie ruszyło (1989)
- Tak ludzka (1990)
- Stukam do nieba (1990)
- Nie bój się kochać (1991)
- Niecodziennik (1991)
- Nie martw się (1992)
- Tyle jeszcze nadziei (1993)
- Krzyżyk na drogę (1993)
- Kubek z jednym uchem (2000)
- Pogodne spojrzenie (2003)
- Mimo Wszystko (2003)

### Автобиография
- Autobiografia: myśli nie tylko o sobie. T.1-2. Kraków: Wydawn. Literackie, 2006—2007

### Публикации на русском языке
- Польская поэзия: XX век. Антология. Вислава Шимборская, Ян Твардовский, Збигнев Херберт, Тымотеуш Карпович, Томаш Глюзинский. М.: Вахазар, 1993 (Коллекция польской литературы.)
- [Стихи]// Астафьева Н., Британишский В. Польские поэты XX века. Антология. Т.I. СПб: Алетейя, 2000, с.385-392 (пер. Нат. Астафьевой)
- Ян Твардовский. Размышления о пожеланиях Иисуса. М.: Издательство Францисканцев, 2005.
- [Стихи]// Гелескул А. Избранные переводы. М.: ТЕРРА — Книжный клуб, 2006, с.287-288
- Ян Твардовский. Стихи. М.: Издательство Францисканцев, 2006.